# Llista d'asteroides/130301–130400
| Nom      | Designació provisional | Data de descobriment | Lloc de descobriment | Descobridor/s |
| -------- | ---------------------- | -------------------- | -------------------- | ------------- |
| 130301 - | 2000 EP71              | 9 de març, 2000      | Kitt Peak            | Spacewatch    |
| 130302 - | 2000 EH78              | 5 de març, 2000      | Socorro              | LINEAR        |
| 130303 - | 2000 EO79              | 5 de març, 2000      | Socorro              | LINEAR        |
| 130304 - | 2000 EY82              | 5 de març, 2000      | Socorro              | LINEAR        |
| 130305 - | 2000 EW88              | 9 de març, 2000      | Socorro              | LINEAR        |
| 130306 - | 2000 EN96              | 12 de març, 2000     | Socorro              | LINEAR        |
| 130307 - | 2000 EP102             | 14 de març, 2000     | Kitt Peak            | Spacewatch    |
| 130308 - | 2000 EZ102             | 9 de març, 2000      | Socorro              | LINEAR        |
| 130309 - | 2000 EM103             | 12 de març, 2000     | Socorro              | LINEAR        |
| 130310 - | 2000 EP103             | 12 de març, 2000     | Socorro              | LINEAR        |
| 130311 - | 2000 EW105             | 11 de març, 2000     | Anderson Mesa        | LONEOS        |
| 130312 - | 2000 EX107             | 8 de març, 2000      | Socorro              | LINEAR        |
| 130313 - | 2000 EM120             | 11 de març, 2000     | Anderson Mesa        | LONEOS        |
| 130314 - | 2000 EU121             | 11 de març, 2000     | Catalina             | CSS           |
| 130315 - | 2000 EV122             | 11 de març, 2000     | Socorro              | LINEAR        |
| 130316 - | 2000 EK123             | 11 de març, 2000     | Anderson Mesa        | LONEOS        |
| 130317 - | 2000 EK124             | 11 de març, 2000     | Anderson Mesa        | LONEOS        |
| 130318 - | 2000 EO130             | 11 de març, 2000     | Anderson Mesa        | LONEOS        |
| 130319 - | 2000 EX140             | 2 de març, 2000      | Catalina             | CSS           |
| 130320 - | 2000 EL141             | 2 de març, 2000      | Catalina             | CSS           |
| 130321 - | 2000 EW163             | 3 de març, 2000      | Socorro              | LINEAR        |
| 130322 - | 2000 EO166             | 4 de març, 2000      | Socorro              | LINEAR        |
| 130323 - | 2000 ED169             | 4 de març, 2000      | Socorro              | LINEAR        |
| 130324 - | 2000 EC170             | 5 de març, 2000      | Socorro              | LINEAR        |
| 130325 - | 2000 EV178             | 4 de març, 2000      | Socorro              | LINEAR        |
| 130326 - | 2000 EJ183             | 5 de març, 2000      | Socorro              | LINEAR        |
| 130327 - | 2000 EU189             | 3 de març, 2000      | Socorro              | LINEAR        |
| 130328 - | 2000 FT6               | 27 de març, 2000     | Kitt Peak            | Spacewatch    |
| 130329 - | 2000 FG11              | 28 de març, 2000     | Socorro              | LINEAR        |
| 130330 - | 2000 FK11              | 28 de març, 2000     | Socorro              | LINEAR        |
| 130331 - | 2000 FJ14              | 30 de març, 2000     | Kitt Peak            | Spacewatch    |
| 130332 - | 2000 FC23              | 29 de març, 2000     | Socorro              | LINEAR        |
| 130333 - | 2000 FT23              | 29 de març, 2000     | Socorro              | LINEAR        |
| 130334 - | 2000 FD24              | 29 de març, 2000     | Socorro              | LINEAR        |
| 130335 - | 2000 FZ26              | 27 de març, 2000     | Anderson Mesa        | LONEOS        |
| 130336 - | 2000 FU27              | 27 de març, 2000     | Anderson Mesa        | LONEOS        |
| 130337 - | 2000 FR29              | 27 de març, 2000     | Anderson Mesa        | LONEOS        |
| 130338 - | 2000 FO34              | 29 de març, 2000     | Socorro              | LINEAR        |
| 130339 - | 2000 FC39              | 29 de març, 2000     | Socorro              | LINEAR        |
| 130340 - | 2000 FU43              | 29 de març, 2000     | Socorro              | LINEAR        |
| 130341 - | 2000 FU47              | 29 de març, 2000     | Socorro              | LINEAR        |
| 130342 - | 2000 FK53              | 30 de març, 2000     | Kitt Peak            | Spacewatch    |
| 130343 - | 2000 FB56              | 29 de març, 2000     | Socorro              | LINEAR        |
| 130344 - | 2000 FL57              | 26 de març, 2000     | Anderson Mesa        | LONEOS        |
| 130345 - | 2000 FQ57              | 26 de març, 2000     | Anderson Mesa        | LONEOS        |
| 130346 - | 2000 FA61              | 29 de març, 2000     | Socorro              | LINEAR        |
| 130347 - | 2000 FV63              | 29 de març, 2000     | Socorro              | LINEAR        |
| 130348 - | 2000 FJ72              | 25 de març, 2000     | Kitt Peak            | Spacewatch    |
| 130349 - | 2000 FC73              | 26 de març, 2000     | Anderson Mesa        | LONEOS        |
| 130350 - | 2000 GS4               | 5 d'abril, 2000      | Socorro              | LINEAR        |
| 130351 - | 2000 GQ16              | 5 d'abril, 2000      | Socorro              | LINEAR        |
| 130352 - | 2000 GU19              | 5 d'abril, 2000      | Socorro              | LINEAR        |
| 130353 - | 2000 GD21              | 5 d'abril, 2000      | Socorro              | LINEAR        |
| 130354 - | 2000 GF25              | 5 d'abril, 2000      | Socorro              | LINEAR        |
| 130355 - | 2000 GG35              | 5 d'abril, 2000      | Socorro              | LINEAR        |
| 130356 - | 2000 GW43              | 5 d'abril, 2000      | Socorro              | LINEAR        |
| 130357 - | 2000 GD47              | 5 d'abril, 2000      | Socorro              | LINEAR        |
| 130358 - | 2000 GT61              | 5 d'abril, 2000      | Socorro              | LINEAR        |
| 130359 - | 2000 GQ65              | 5 d'abril, 2000      | Socorro              | LINEAR        |
| 130360 - | 2000 GW70              | 5 d'abril, 2000      | Socorro              | LINEAR        |
| 130361 - | 2000 GN86              | 4 d'abril, 2000      | Socorro              | LINEAR        |
| 130362 - | 2000 GY87              | 4 d'abril, 2000      | Socorro              | LINEAR        |
| 130363 - | 2000 GH93              | 5 d'abril, 2000      | Socorro              | LINEAR        |
| 130364 - | 2000 GJ97              | 7 d'abril, 2000      | Socorro              | LINEAR        |
| 130365 - | 2000 GV100             | 7 d'abril, 2000      | Socorro              | LINEAR        |
| 130366 - | 2000 GT116             | 2 d'abril, 2000      | Kitt Peak            | Spacewatch    |
| 130367 - | 2000 GS118             | 3 d'abril, 2000      | Kitt Peak            | Spacewatch    |
| 130368 - | 2000 GF121             | 5 d'abril, 2000      | Kitt Peak            | Spacewatch    |
| 130369 - | 2000 GZ124             | 7 d'abril, 2000      | Socorro              | LINEAR        |
| 130370 - | 2000 GP129             | 5 d'abril, 2000      | Kitt Peak            | Spacewatch    |
| 130371 - | 2000 GZ147             | 5 d'abril, 2000      | Socorro              | LINEAR        |
| 130372 - | 2000 GP149             | 5 d'abril, 2000      | Socorro              | LINEAR        |
| 130373 - | 2000 GU156             | 6 d'abril, 2000      | Socorro              | LINEAR        |
| 130374 - | 2000 GB164             | 12 d'abril, 2000     | Haleakala            | NEAT          |
| 130375 - | 2000 GX170             | 5 d'abril, 2000      | Anderson Mesa        | LONEOS        |
| 130376 - | 2000 GJ178             | 2 d'abril, 2000      | Anderson Mesa        | LONEOS        |
| 130377 - | 2000 GJ183             | 3 d'abril, 2000      | Kitt Peak            | Spacewatch    |
| 130378 - | 2000 HR                | 24 d'abril, 2000     | Kitt Peak            | Spacewatch    |
| 130379 - | 2000 HO15              | 29 d'abril, 2000     | Socorro              | LINEAR        |
| 130380 - | 2000 HN33              | 30 d'abril, 2000     | Socorro              | LINEAR        |
| 130381 - | 2000 HR35              | 27 d'abril, 2000     | Socorro              | LINEAR        |
| 130382 - | 2000 HW60              | 25 d'abril, 2000     | Anderson Mesa        | LONEOS        |
| 130383 - | 2000 HA61              | 25 d'abril, 2000     | Anderson Mesa        | LONEOS        |
| 130384 - | 2000 HB77              | 27 d'abril, 2000     | Socorro              | LINEAR        |
| 130385 - | 2000 JS29              | 7 de maig, 2000      | Socorro              | LINEAR        |
| 130386 - | 2000 JY33              | 7 de maig, 2000      | Socorro              | LINEAR        |
| 130387 - | 2000 JJ40              | 7 de maig, 2000      | Socorro              | LINEAR        |
| 130388 - | 2000 JY66              | 1 de maig, 2000      | Haleakala            | NEAT          |
| 130389 - | 2000 JH70              | 1 de maig, 2000      | Anderson Mesa        | LONEOS        |
| 130390 - | 2000 JW70              | 1 de maig, 2000      | Anderson Mesa        | LONEOS        |
| 130391 - | 2000 JG81              | 6 de maig, 2000      | La Silla             | La Silla      |
| 130392 - | 2000 KM60              | 25 de maig, 2000     | Anderson Mesa        | LONEOS        |
| 130393 - | 2000 KV67              | 30 de maig, 2000     | Socorro              | LINEAR        |
| 130394 - | 2000 LL14              | 7 de juny, 2000      | Socorro              | LINEAR        |
| 130395 - | 2000 LX25              | 11 de juny, 2000     | Socorro              | LINEAR        |
| 130396 - | 2000 LD31              | 6 de juny, 2000      | Anderson Mesa        | LONEOS        |
| 130397 - | 2000 LB32              | 5 de juny, 2000      | Anderson Mesa        | LONEOS        |
| 130398 - | 2000 NR8               | 5 de juliol, 2000    | Kitt Peak            | Spacewatch    |
| 130399 - | 2000 NG13              | 5 de juliol, 2000    | Anderson Mesa        | LONEOS        |
| 130400 - | 2000 NP13              | 5 de juliol, 2000    | Anderson Mesa        | LONEOS        |